# Eye of the Dolphin
Eye of the Dolphin (bra: No Mar com os Golfinhos) é um filme de drama estadunidense de 2007 escrito por Wendell Morris e Michael Sellers. O filme estrelou Carly Schroeder, Adrian Dunbar, George Harris, Katharine Ross e Christine Adams. Eye of the Dolphin foi dirigido por Sellers.
Uma sequência intitulada Beneath the Blue foi lançada em 24 de outubro de 2010, estrelando Paul Wesley e Caitlin Wachs.

## Sinopse
Uma menina problemática de 14 anos chamada Alyssa (Carly Schroeder) mora com a avó Lucy (Katharine Ross) desde a morte de sua mãe, um ano antes. Depois de ser suspensa da escola por fumar, Alyssa é levada às Bahamas para morar com Hawk (Adrian Dunbar), o pai que ela nunca soube que tinha. A chegada de Alyssa na ilha ocorre em um momento decisivamente inconveniente para Hawk, um pesquisador de golfinhos, cuja personalidade espinhosa o coloca em desacordo com os políticos locais, que sentem que a economia local precisa de boas relações com os turistas. No início, é um relacionamento difícil entre Alyssa e seu pai, mas Tamika (Christine Adams), namorada de Hawk, e Daniel (George Harris), pai de Tamika, facilitam o caminho. Alyssa logo se ajusta à vida na ilha e descobre o presente que compartilha com seu pai por se comunicar com golfinhos, uma habilidade que a leva a um poderoso relacionamento com um golfinho selvagem que seu pai, por razões científicas legítimas, não pode tolerar. Mas quando os poderes que ameaçam fechar a estação de pesquisa de seu pai, é Alyssa e sua amiga selvagem que detêm a chave, e eles têm o poder de reunir todas as partes.

## Elenco
- Carly Schroeder como Alyssa
- Adrian Dunbar como Dr. James Hawk
- George Harris como Daniel
- Katharine Ross como Lucy
- Christine Adams como Tamika
- Jane Lynch como Glinton
- Andrea Bowen como Candace

## Recepção

### Resposta crítica
Eye of the Dolphin recebeu críticas geralmente negativas dos críticos. Rotten Tomatoes atribui ao filme uma classificação de 29% com base em 17 críticas, com uma classificação média de 4,6/10. Metacritic dá ao filme uma pontuação de 54 em 100, com base em 5 críticos, indicando críticas mistas.

### Lançamento
Eye of the Dolphin estreou no ArcLight Hollywood em 21 de agosto de 2007. O filme foi lançado em mais de 100 cinemas em todo o país em 24 de agosto de 2007. Eye of the Dolphin foi lançado em DVD em 8 de janeiro de 2008 pela Monterey media.

## Prêmios
- Venceu na categoria de melhor drama no International Family Film Festival[6]
- Venceu na categoria de melhor ator infantil no International Family Film Festival para Carly Schroeder[6]

## Sequência
Uma sequência (também produzida por Susan Johnson) intitulada Beneath the Blue foi lançada diretamente na televisão em 2010. O filme foi estrelado por Paul Wesley, Caitlin Wachs e David Keith.

## Exibições em festivais de cinema
- Seleção especial no Tribeca Film Festival
- Seleção especial no Delray Beach Film Festival
- Seleção especial no Kids First! Film Festival
- Seleção especial no Tiburon Film Festival
- Seleção especial no Austin Texas Film Festival
- Seleção especial no USA Family Film Festival
- Seleção especial no Worldfest Houston Film Festival[carece de fontes?]